# Обша
Обша (пол. Obsza) — село в Польщі, у ґміні Обша Білгорайського повіту Люблінського воєводства. Населення — 794 особи (2011).

## Історія

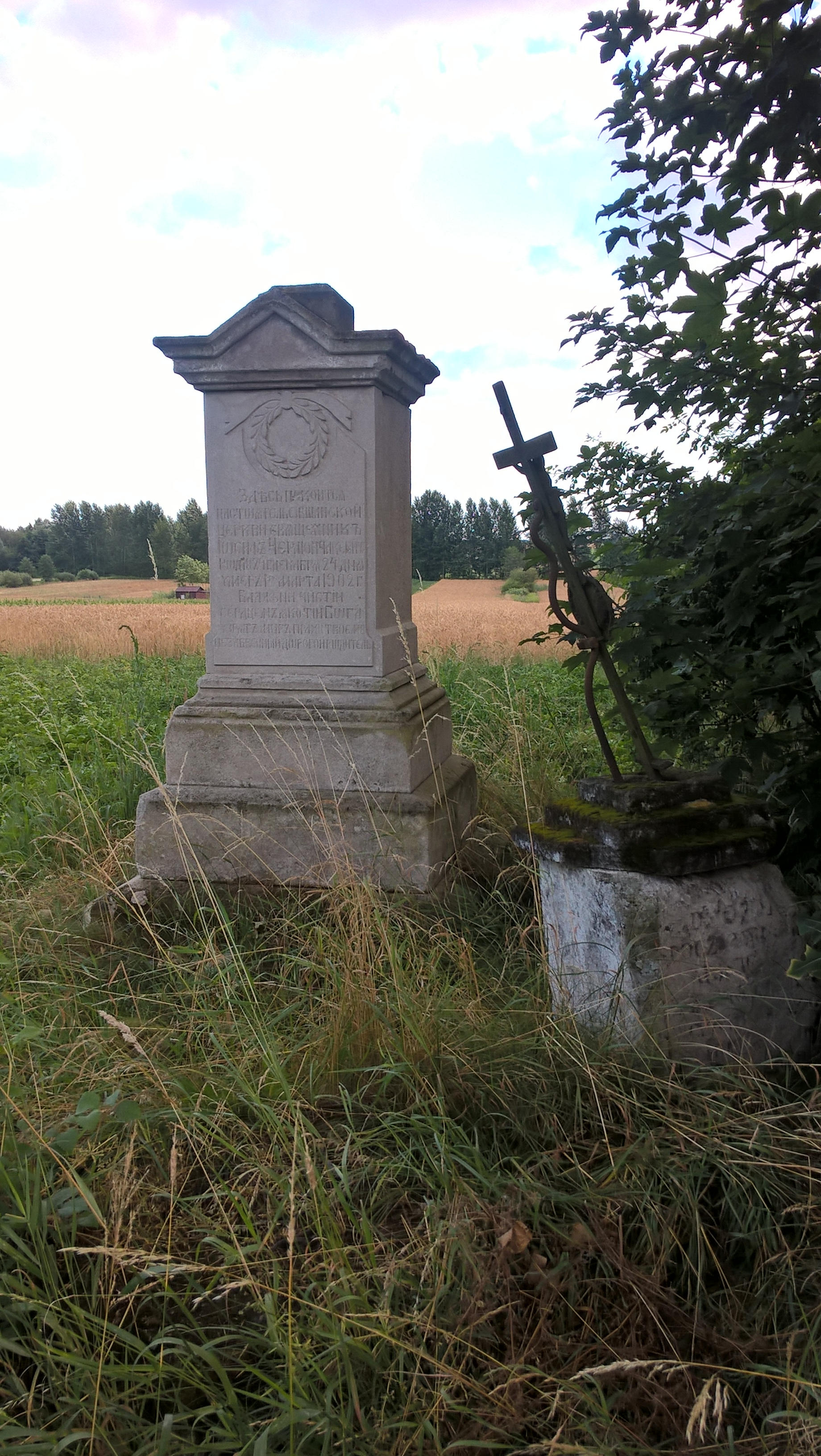
Старий православний цвинтар

1565 року вперше згадується православна церква в селі.
За податковим реєстром 1589 року село Пша входило до Замховенського староства Перемишльської землі Руського воєводства, у селі було 8,25 ланів (коло 205 га) оброблюваної землі, піп (отже, була церква), корчма, 3 загородники, 1 коморник без тяглової худоби, а у присілку Пшанська Воля — 3 лани (коло 75 га) оброблюваної землі.
У 1860 р. греко-католицькою громадою збудована мурована церква.
За даними етнографічної експедиції 1869—1870 років під керівництвом Павла Чубинського, у селі здебільшого проживали греко-католики, усе населення розмовляло українською мовою.
У 1921 році село входило до складу ґміни Бабичі Білгорайського повіту Люблінського воєводства Польської Республіки. За даними перепису населення Польщі 1921 року в селі налічувалося 167 будинків та 914 мешканців, з них:
- 455 чоловіків та 459 жінок;
- 748 православних, 81 римо-католик, 84 юдеї, 1 християнин інших конфесій;
- 702 українці, 159 поляків, 53 євреї.

У липні-серпні 1938 року польська влада в рамках великої акції руйнування українських храмів на Холмщині і Підляшші знищила місцеву православну церкву.
1943 року польські шовіністи вбили в селі 3 українців.
У 1975—1998 роках село належало до Замойського воєводства.

## Населення
Демографічна структура станом на 31 березня 2011 року:
|          | Загалом | Допрацездатний вік | Працездатний вік | Постпрацездатний вік |
| -------- | ------- | ------------------ | ---------------- | -------------------- |
| Чоловіки | 410     | 81                 | 295              | 34                   |
| Жінки    | 384     | 68                 | 230              | 86                   |
| Разом    | 794     | 149                | 525              | 120                  |